# Jacopo Barozzi da Vignola
Jacopo Barozzi da Vignola (1. října 1507 – 7. července 1573), vlastním jménem Giacomo Barozzi z Vignoly, byl italský renesanční architekt a teoretik architektury.

## Život
Narodil se ve Vignole nedaleko Modeny, v kraji Emilia Romagna. Vyučil se v Bologni, kde zahájil kariéru architekta, nakreslil sérii výkresů pro provádějící řemeslníky. První studijní cestu do Říma podnikl roku 1536, aby si naměřil články římských staveb pro svou knihu odvozenopou z Vitruvia.
Giacomo Barozzi zemřel v Římě a byl pohřben v Pantheonu. Mezi jeho žáky a pokračovatele patřili Giacomo della Porta (1533–1602) nebo Andrea Spezza.

## Architektonické dílo

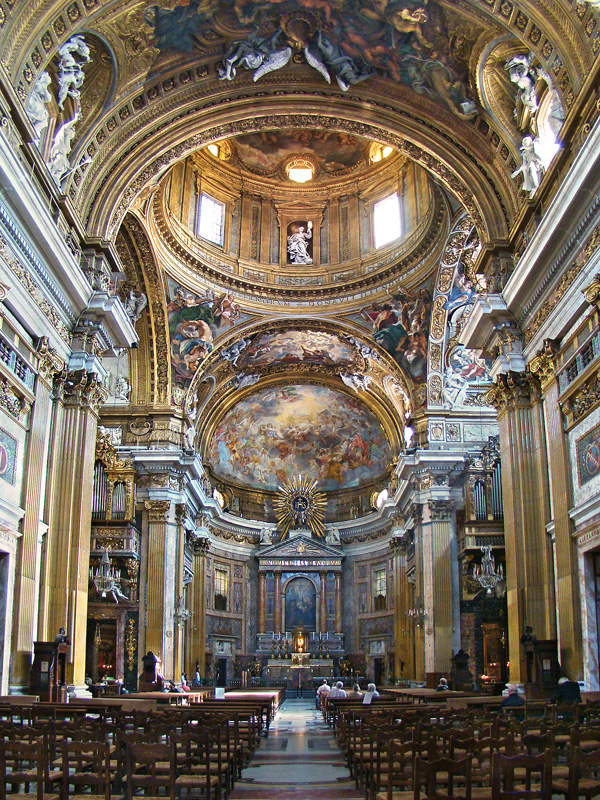
Interiér kostela Il Gesù

Vignola byl žákem Michelangela Buonarrotiho a po jeho smrti (1564) se stal hlavním architektem na nejvýznamnější římské stavbě té doby, bazilice sv. Petra. Dokončoval i další Michelangelovy projekty (bazilika Panny Marie Sněžné – kaple Sforzů).
Jeho nejvýznamnější samostatnou stavbou je jezuitský kostel Il Gesú v Římě, který na rozdíl od obvykle jasně rozčleněných trojlodí vytváří baziliku jako jeden velký prostor bez pilířů či sloupů mezilodních arkád, s navzájem průchozími bočními kaplemi. Je vhodný pro kazatelskou činnost. Tento chrám se stal vzorem pro barokní kostely po celé Evropě, zejména jezuitů (například sv. Ignáce v Praze) či kartuziánů (například ve Valdicích, ale také poutní chrámy (například ve Staré Boleslavi).

## Teoretické dílo

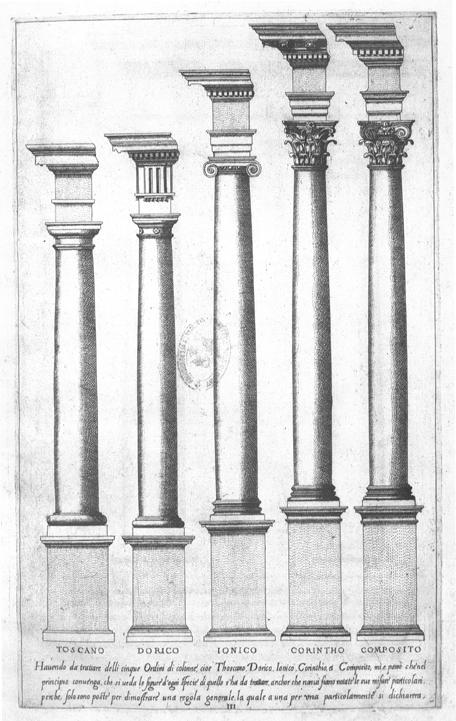
Pět řádů dle Vignoly

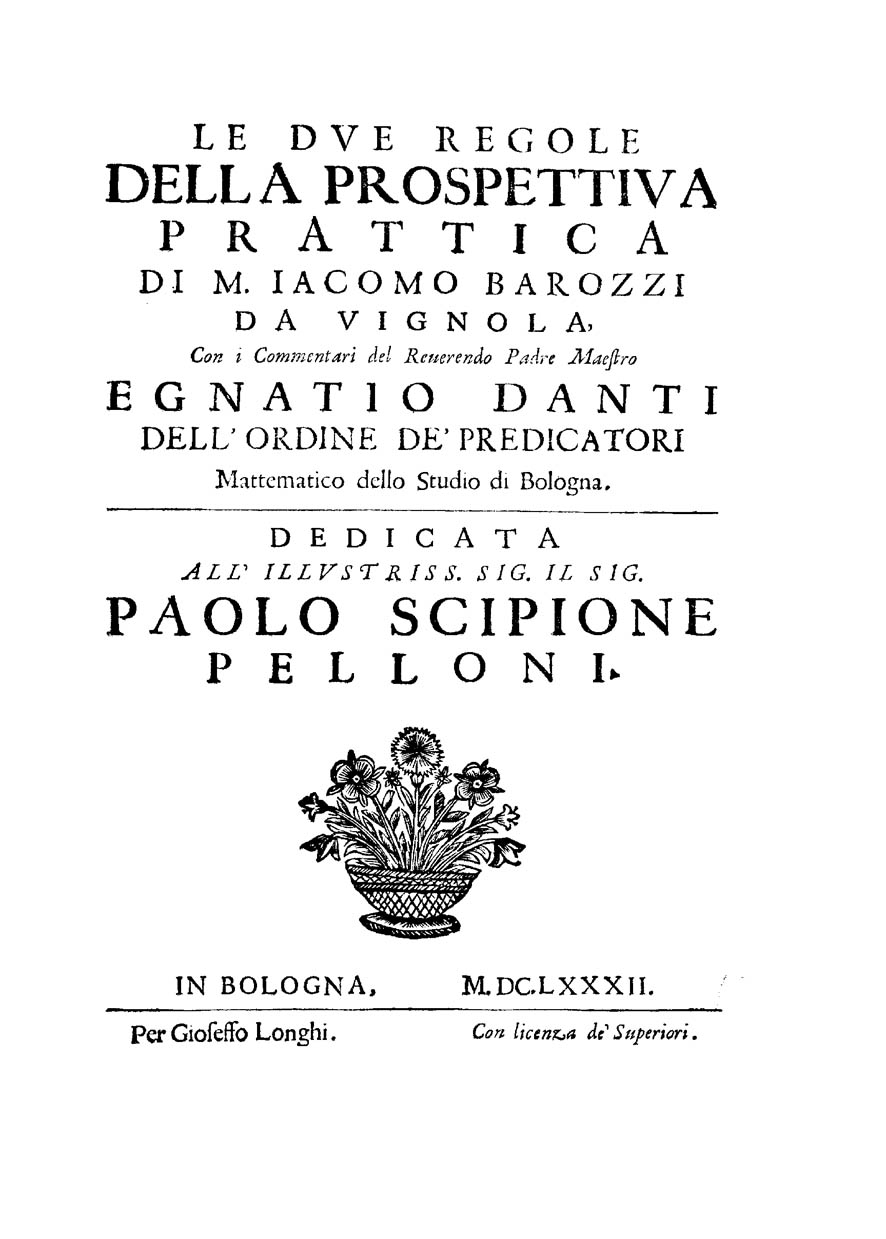
Le due regole della prospettiva prattica, 1682

Vignola patří k předním teoretikům renesanční architektury. K nim se počítá už Leon Battista Alberti, který se také inspiroval kromě zachovaných antických památek zejména spisem antického teoretika Vitruvia. Vignola rozpracoval teorii klasické architektury ve spise Pravidla pěti řádů architektury, kde se věnoval klasickým řádům a mimo jiné definoval podobu toskánského řádu, který byl znám jen z Vitruviova popisu. Tyto teorie pak dále rozvíjel Andrea Palladio a ovlivnily nejen renesanční, ale i barokní a klasicistní architekturu následujících staletí (palladiánská architektura).
Italská pošta vydala roku 2007 k 500. výročí narození architekta známku v hodnotě 2,80 eura.